# 約氏裸頭魚
約氏裸頭魚，為輻鰭魚綱黑头鱼目黑頭魚科的其中一種，為深海魚類，分布於東大西洋、印度西太平洋海域，棲息深度1000-2865公尺，體長可達33.7公分，棲息在中層水域，生活習性不明。

## 扩展阅读
維基物種上的相關：約氏裸頭魚